# Neurigona tatjanae
Neurigona tatjanae är en tvåvingeart som beskrevs av Negrobov 1987. Neurigona tatjanae ingår i släktet Neurigona och familjen styltflugor. Inga underarter finns listade i Catalogue of Life.